# Luiz Antonio Ferreira Rodrigues
Luiz Antonio Ferreira Rodrigues, meglio noto come Felipe (Maranguape, 10 aprile 1994), è un calciatore brasiliano, centrocampista o difensore del Liaoning Tieren.

## Palmarès

### Club

#### Competizioni statali
- Campionato Cearense: 3

Fortaleza: 2016, 2019, 2020
- Campionato Pernambucano: 1

Sport Recife: 2024

#### Competizioni nazionali
- Campeonato Brasileiro Série B: 1

Fortaleza: 2018

#### Competizioni regionali
- Copa do Nordeste: 1

Fortaleza: 2019